# علیرضا سرلک
علیرضا سرلک (زادهٔ ۱۰ اردیبهشت ۱۳۷۶ الیگودرز) کشتی‌گیر آزادکار ، ورزشکار تیم ملی ایران است.
از افتخارات وی می‌توان به کسب مدال نقره قهرمانی کشتی جهان ۲۰۲۱ و مدال برنز مسابقات قهرمانی کشتی زیر ۲۳ سال جهان ۲۰۱۹  و مدال نقره مسابقات قهرمانی کشتی آسیا ۲۰۲۱ و کسب مدال طلا جام تختی اشاره کرد.

## فعالیت حرفه‌ای ورزشی

### زیر ۲۳ سال جهان ۲۰۱۸
در وزن ۵۷ کیلوگرم علیرضا سرلک پس از استراحت در دور نخست در دور دوم مقابل توشیهیرو هاسگاوا از ژاپن با نتیجه ۲ بر یک شکست خورد و با توجه به حضور حریفش در دیدار فینال وی به گروه بازنده ها رفت اما در این گروه مقابل جک مولر از آمریکا با نتیجه  ۱۵ بر ۱۶ مغلوب و از دور رقابت ها کنار رفت.

### زیر ۲۳ سال جهان ۲۰۱۹
در وزن ۵۷ کیلوگرم علیرضا سرلک در دور نخست با نتیجه ۴ بر یک مقابل رازمیک میساکیان از ارمنستان به پیروزی رسید. وی در دور دوم مقابل ریکوتو آرای از ژاپن با نتیجه ۵ بر ۲ به پیروزی دست یافت و راهی مرحله یک چهارم نهایی شد. سرلک در این مرحله روبرتی دینگاشویلی از گرجستان را با نتیجه ۷ بر ۴ شکست داد و راهی مرحله نیمه نهایی شد. سرلک در این مرحله با نتیجه ۳ بر ۳ مغلوب ادلان عسکراف از قزاقستان شد و به دیدار رده‌بندی رفت. وی در این دیدار مقابل زانابازار زاندانبود از مغولستان با نتیجه ۷ بر ۴ از پیش رو برداشت و صاحب مدال برنز شد.

### قهرمانی آسیا ۲۰۲۱
در وزن ۵۷ کیلوگرم علیرضا سرلک در دور اول مقابل روزگلدی سیداف از ترکمنستان با نتیجه ۱۰ بر صفر به پیروزی رسید. وی در دور بعد با نتیجه ۳ بر صفر از سد محمد بی لال از پاکستان گذشت و راهی مرحله نیمه نهایی شد. سرلک در این مرحله مقابل یوتو تاکشیتا از ژاپن با نتیجه ۵ بر یک پیروز شد و به دیدار فینال راه یافت. وی در این دیدار با نتیجه ۹ بر ۴ مقابل راوی کومار دارنده مدال برنز جهان و قهرمان آسیا از هند مغلوب شد و به مدال نقره رسید.

### قهرمانی جهان ۲۰۲۱
سرلک پس از استراحت در دور اول در دور دوم با نتیجه ۱۱ بر صفر جوزپه ریا از اکوادور را مغلوب کرد و به مرحله یک چهارم نهایی راه یافت. وی در این مرحله با نتیجه ۷ بر ۶ از سد آریان چیوترین از بلاروس گذشت و به مرحله نیمه نهایی راه یافت. سرلک در این مرحله سلیمان آتلی دارنده مدال نقره جهان از ترکیه را با نتیجه ۷ بر ۴ از پیش رو برداشت و راهی دیدار فینال شد. در دیدار فینال سرلک به مصاف توماس گیلمن دارنده مدال برنز المپیک و نقره جهان از آمریکا رفت و در پایان با نتیجه ۵ بر ۳ شکست خورد و به مدال نقره دست یافت.

### قهرمانی جهان ۲۰۲۲
در وزن ۵۷ کیلوگرم علیرضا سرلک در دور نخست با نتیجه ۶ بر ۲ مغلوب زو وانهو از چین شد. این حریف چینی موفق شد حریفانی از جمهوری آذربایجان و پورتوریکو را شکست داده و به مرحله نیمه نهایی صعود کند. اما در این مرحله به سد سخت توماس گیلمن دارنده طلای جهان و برنز المپیک از کشور آمریکا برخورد کرد و با نتیجه ۸ بر ۲ شکست خورد تا با این نتیجه علیرضا سرلک نماینده کشورمان نیز از دور رقابت‌ها حذف شود.

### قهرمانی آسیا ۲۰۲۳
در وزن ۵۷ کیلوگرم علیرضا سرلک در دور نخست با نتیجه ۱۲ بر ۱ مغلوب ریکوتو آرای از ژاپن شد و با توجه به شکست این حریف ژاپنی در دور بعد، سرلک از دور رقابت‌ها کنار رفت.